# Bastonete

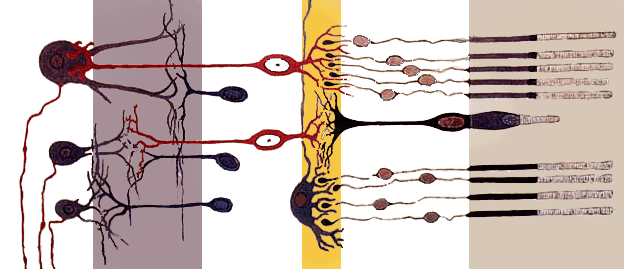
Secção transversal da retina, com os bastonetes no extremo direito da imagem.

Os bastonetes são células da retina dos olhos dos vertebrados, que detectam os níveis de luminosidade.
São basicamente responsáveis pela visão noturna, têm este nome devido à sua forma alongada e cilíndrica e são também usados na visão periférica.
Estas células estão concentradas mais externamente na retina e existem, na retina dos humanos, cerca de 120 milhões de bastonetes. 
São 100 vezes mais sensíveis à luz que os cones, mas detectam apenas tons de branco, preto e cinza.

## Resposta à luminosidade
A ativação de uma célula fotorreceptora, como são os bastonetes, ocorre por meio de um processo chamado hiperpolarização. A superfície dos bastonetes que detecta a luz é formada por um conjunto complexo de membranas que, se não estiverem excitadas pela luz, possuem um potencial de membrana neutro, sendo permeáveis a vários tipos de moléculas; quando excitadas pela luz, o potencial de membrana destas células altera-se, passando estas a ser selectivas a diferentes moléculas. Nessas condições, a rodopsina, o pigmento dos bastonetes responsável pela detecção da luz, combina-se com a transducina, outra proteína da membrana destas células, activando o transporte de substâncias que activam o impulso nervoso.